# Marie Ljalková
Marie Ljalková-Lastovecká (ur. 3 grudnia 1920 w Horodence, zm. 7 listopada 2011 w Brnie) – czeska snajperka, strzelec wyborowy Armii Czerwonej.

## Życiorys
Ljalková (de domo Petrušáková) urodziła się w Horodence, w rodzinie wołyńskich Czechów. Straciła rodziców w wieku 12 lat, po czym zamieszkała razem z ciotką w Stanisławowie. Poznała tam swojego pierwszego męża, Michała Ljalko.
Po niemieckiej agresji na ZSRR, Ljalková w marcu 1942, w wieku 21 lat, dołączyła do 1 Czechosłowackiego Samodzielnego Batalionu Polowego jako ochotniczka. W Buzułuku ukończyła trzymiesięczny kurs na snajpera.
Chrzest bojowy przeszła podczas trzydniowej bitwy o Sokołowo (8–11 marca 1943), gdzie zastrzeliła siedmiu niemieckich żołnierzy. Została potem instruktorem snajperskim w piechocie radzieckiej i czechosłowackiej, a także częściowo służyła jako kierowca ambulansu.
Ljalková podczas wojny zabiła 30 wrogów. Została odznaczona Orderem Czerwonej Gwiazdy i Krzyżem Wojennym Czechosłowackim 1939.
Po wojnie Ljalková studiowała medycynę. Jako lekarz wojskowy pracowała w Ołomuńcu i Głównym Szpitalu Wojskowym w Pradze. Po przeprowadzce do Brna poznała Václava Lastovecký'ego, który został jej drugim mężem. Została awansowana do rangi pułkownika, lecz ze względu na stan zdrowotny opuściła armię i zaczęła pracować jako przewodnik turystyczny dla turystów rosyjskojęzycznych.
Mieszkała w Brnie.